# 32633 Honguyang
32633 Honguyang este o planetă minoră (asteroid), cu un diametru de 7,187 km, din centura de asteroizi. A fost descoperită pe 11 septembrie 2001 la Stația Anderson Mesa de Lowell Observatory Near-Earth-Object Search și a fost numită după Hongu Yang⁠(d). 
Obiectul prezintă o orbită caracterizată de o semiaxă mare de 3,1041828 UAi, o excentricitate de 0,12, o înclinație de 2,10294 ° în raport cu ecliptica.